# James Taliaferro

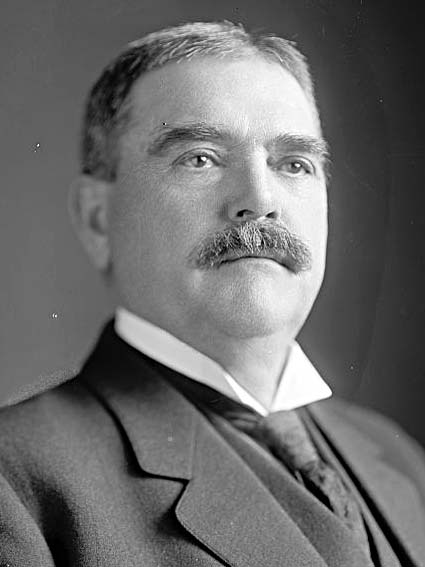
James Taliaferro

James Piper Taliaferro, född 30 september 1847 i Orange, Virginia, död 6 oktober 1934 i Jacksonville, Florida, var en amerikansk demokratisk politiker och affärsman. Han representerade delstaten Florida i USA:s senat 1899-1911.
Taliaferro deltog i amerikanska inbördeskriget i Amerikas konfedererade staters armé. Han flyttade 1866 till Florida. Han var verksam inom järnvägs-, timmer- och bankbranscherna. Han blev 1899 invald i senaten. Taliaferro omvaldes 1905. Han kandiderade till en tredje mandatperiod men demokraterna i Florida nominerade Nathan P. Bryan i stället. Han efterträddes som senator av Bryan.
Taliaferros grav finns på Evergreen Cemetery i Jacksonville.